# Семенов Андрій Сергійович
Андрій Сергійович Семенов (рос. Андрей Сергеевич Семенов, нар. 24 березня 1989, Москва) — російський футболіст, захисник клубу «Ахмат» та національної збірної Росії.

## Клубна кар'єра
У дорослому футболі дебютував 2009 року виступами за команду клубу «Носта», у складі якої взяв участь в 11 матчах чемпіонату.
Своєю грою за цю команду привернув увагу представників тренерського штабу клубу «СКА-Енергія», до складу якого приєднався 2009 року. Відіграв за хабаровських армійців наступні чотири сезони своєї ігрової кар'єри.
2013 року уклав контракт з клубом «Амкар», у складі якого провів наступний рік своєї кар'єри гравця. Більшість часу, проведеного у складі «Амкара», був основним гравцем захисту команди.
До складу клубу «Терек» приєднався 4 лютого 2014 року, відтоді відіграв за грозненську команду понад 100 матчів у чемпіонаті.

## Виступи за збірну
31 травня 2014 року дебютував в офіційних матчах у складі національної збірної Росії товариською грою проти збірної Норвегії. Двома днями пізніше був включений до заявки російської збірної для участі у фінальній частині чемпіонату світу 2014 у Бразилії, де, утім, провів усі матчі збірної на лаві для запасних.
На початку червня 2018 року був включений до заявки збірної Росії на домашній для неї тогорічний чемпіонат світу.